# Ново-Покровська волость (Катеринославський повіт)
Ново-Покровська волость — історична адміністративно-територіальна одиниця Катеринославського повіту Катеринославської губернії.
Станом на 1886 рік складалася з 17 поселень, 18 сільських громад. Населення — 3996 осіб (2084 особи чоловічої статі та 1912 — жіночої), 1517 дворових господарства.
|                     | Площа, десятин | У тому числі орної, дес. |
| ------------------- | -------------- | ------------------------ |
| Сільських громад    | 5577           | 3174                     |
| Приватної власності | 70800          | 22914                    |
| Іншої власності     | 186            | 104                      |
| Загалом             | 76563          | 26192                    |

Найбільше поселення волості:
- Новопокровка (Шамшева) — село при річці Комишувата Сура за 60 верст від повітового міста, 979 осіб, 178 дворів, церква православна, лавка, 2 ярмарки. За 5 верст — цегельний завод. За 6 верст — цегельний завод. За 7 верст — 2 лавки, 2 цегельних заводи. За 10 верст — 2 цегельних заводи. За 10 верст — школа, лавка. За 20 верст — постоялий двір.
- Олександрівка (Перша Безбородівка чи Велика Безбородівка) — село при річці Комишувата Сура, 433 особи, 83 двори, школа, лавка, горілчаний завод.
- Павлівка (Соловйова) — село при балці Чекересовій, 123 особи, 25 дворів, церква православна.

Станом на 1 січня 1908 до волості також відносились:
- Любимівка — 127 осіб (чоловіків — 61, жінок — 66), 14 дворів.